# Shizukanaru Kettō
Shizukanaru Kettō (静かなる決闘, Duel silenciós) és una pel·lícula japonesa de l'any 1949 dirigida per Akira Kurosawa. Fou la segona col·laboració de Kurosawa amb l'actor Toshirō Mifune.

## Argument
El 1944, durant la Segona Guerra Mundial, el Dr. Kyoji Fujisaki (interpretat per Toshirō Mifune) es talla el dit amb un bisturí durant una operació de cirurgia a Susumu Nakada (Kenjirô Uemura) en un hospital de campanya. A conseqüència d'això contreu la sífilis. A l'hospital de campanya no tenen tractament per a la malaltia. El 1946, després de la guerra, trenca el seu compromís de sis anys amb la seva promesa Misao Matsumoto (Miki Sanjô), però sense confessar-li la veritat. Posteriorment, l'aprenent d'infermera Rui Minegishi és testimoni de com Kyoji Fujisaki s'injecta Salvarsan per tractar la seva sífilis, malinterpretant el perquè el metge està malalt.

## Repartiment
El repartiment principal és:
- Toshirō Mifune - Dr. Kyoji Fujisaki
- Takashi Shimura - Dr. Konosuke Fujisaki
- Miki Sanjô - Misao Matsumoto
- Kenjirô Uemura - Susumu Nakada
- Chieko Nakakita - Takiko Nakada
- Noriko Sengoku - Rui Minegishi, aprenent d'infermera
- Jyonosuke Miyazaki - Horiguchi